# Eriphia verrucosa
Espèce
Synonymes
- Cancer arenarius Zimmermann in Cavolini, 1792[1]
- Cancer spinifrons Herbst, 1785[1]
- Cancer verrucosa Forskål, 1775[1]
- Eriphia orientalis Czerniavsky, 1884[1]
- Eriphia spinifrons angusta Czerniavsky, 1884[1]
- Eriphia spinifrons mediterranea Czerniavsky, 1884[1]
- Eriphia spinifrons orientalis Czerniavsky, 1884[1]
- Eriphia spinifrons var. canariensis Balss, 1921[1]
- Eriphia spinifrons Rathke, 1837[1]

Eriphia verrucosa, communément appelé Crabe verruqueux, Crabe jaune, Crabe de roche, Crabe poilu, ou Rocher, ou Fer est une espèce de crabes de la famille des Eriphiidae.

## Distribution
Eriphia verrucosa se rencontre sur les côtes de l’Atlantique, de la Bretagne à la Mauritanie et en Méditerranée.

## Description

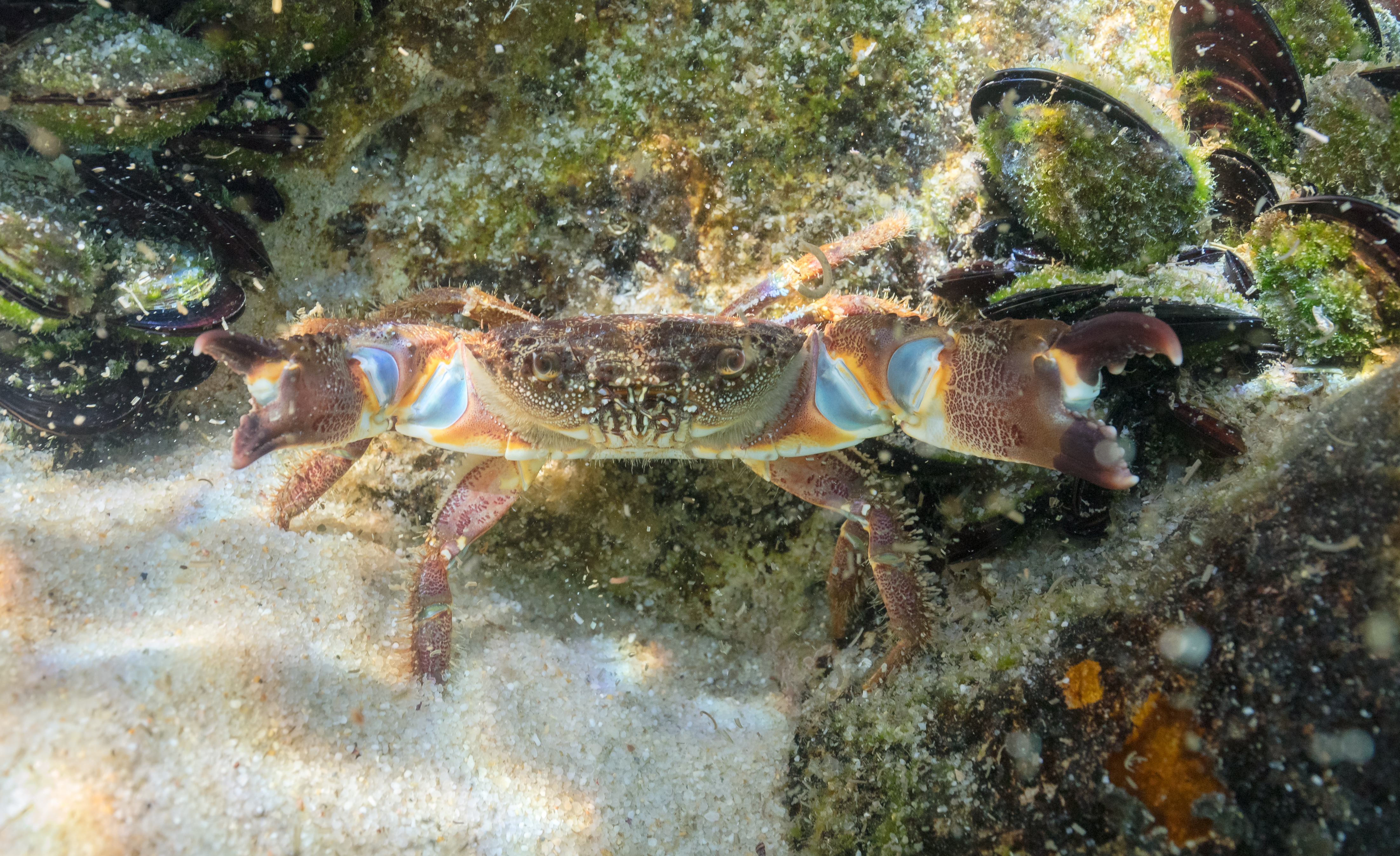
Eriphia verrucosa en position de défense, au large de Setúbal, Portugal. Aout 2020.

La carapace d'Eriphia verrucosa est brun rougeâtre à brun verdâtre, avec des marbrures jaunâtres, la surface ventrale est jaune et les doigts des pinces sont brun sombre.
La carapace est épaisse, à face dorsale faiblement bombée, lisse, avec des stries granuleuses transversales en arrière du front et sur les régions latérales. Les bords antérolatéraux sont plus courts que les postérolatéraux, et armés de sept saillies dentiformes dont les dernières sont réduites alors que les premières portent des spinules latérales secondaires. Le front est large, échancré au milieu ; chaque lobe frontal est armé d’un peigne de 5 à 6 dents, avec, légèrement en arrière, un second peigne parallèle de quatre à cinq dents. Les orbites sont presque circulaires à bord inférieur fortement denticulé.
Les pinces sont fortes et inégales ; la plus grande possède en général des tubercules arrondis, localisés en avant de l’articulation supérieure avec le carpe ; la plus petite possède de nombreux tubercules plus aigus, disposés en lignes. Les pattes ambulatoires sont fortes, terminées par un dactyle doté d’un ongle acéré et ornées de longs poils raides.
La largeur de la carapace mesure de 7 à 9 cm, 10 cm au maximum.

## Habitat
Le Crabe verruqueux vit sur les fonds rocheux recouverts d’algues, de préférence dans des anfractuosités de la zone intertidale jusqu’à 6 m de profondeur, parfois plus profond pour les très gros spécimens. Les femelles ovigères sont observées en mai, juillet et août.

## Pêche et utilisation
La pêche est artisanale ou sportive, avec des chaluts de fond, dragues, trémails, nasses et à la main. Présent régulièrement sur les marchés de Turquie, occasionnellement sur les côtes liguriennes et en Yougoslavie. Le Crabe verruqueux est commercialisé frais.